# محمد مرهون
محمد مرهون (عربی: محمد جاسم مرهون؛ زادهٔ ۱۲ فوریهٔ ۱۹۹۸) بازیکن فوتبال اهل بحرین است.
از باشگاه‌هایی که در آن بازی کرده‌است می‌توان به باشگاه ورزشی الرفاع اشاره کرد.
وی همچنین در تیم‌های ملی فوتبال Bahrain U19 و Bahrain U20 و Bahrain U23 و بحرین بازی کرده‌است.